# Circuito de Madring
Madring, officiellt Circuito de Madring, är en racerbana under uppbyggnad i Barajas-området i Madrid, Spanien. Den kommer att vara värd för Spaniens Grand Prix i Formel 1 med början 2026, och ansluter sig därmed till listan över banor som har varit värd för världsmästerskapslopp sedan 1950.
Banan kommer att ha en längd på 5,474 km och kommer att användas till Formel 1-, Formel 2- och Formel 3-evenemang. Banan kommer bli den första i Madrid att vara värd för Formel 1 sedan Circuito del Jarama 1981, och blir därmed den sjunde spanska banan som är värd för ett lopp i den högsta kategorin inom motorsport efter Pedralbes, Jarama, Montjuïc, Jerez, Montmeló och Valencia.

## Historia
Idén om en ny bana i Madrid föddes 2014, då den presenterades för Bernie Ecclestone. I slutet av 2022 inledde kommunfullmäktige och Madrids region preliminära diskussioner med Formel 1-arrangörerna. Förslaget presenterades för Stefano Domenicali, Formel 1:s vd, i början av 2023. Fédération Internationale de l'Automobile (FIA) gav ett första godkännande till Madrid Circuit i juni 2023.
Banan har, även i sina preliminära designfaser, inte varit utan kontroverser bland grannarna om bullernivåerna som kan uppnås i områden nära banan, och de störningar som den här typen av evenemang vanligtvis genererar, särskilt med tanke på dess semi-urbana utformning. Porsche Supercup-kategorin, som vanligtvis hålls på samma helger som Formel 1, kommer inte att inkluderas i Spaniens Grand Prix eftersom en ljudnivå under 90 dB kan inte garanteras.

## Layout
Banan är designad av specialistföretaget Studio Dromo, som ansvarar för designen av Yas Marina Circuit och renoveringen av Circuit Zandvoort och Circuit de Spa-Francorchamps. Den kommer att ha en total längd på 5,474 kilometer (3,401 mi). Den kommer att bestå av 22 kurvor med snabba sektioner som "Valdebebas-kurvorna" och tekniska sektioner, som "Bunkern".